# Lohmanniidae
Die Lohmanniiden sind eine Familie der Milben. Sie gehören zur Unterordnung der Hornmilben in der Ordnung Sarcoptiformes und weisen mit 25 Gattungen und über 190 Arten die größte Vielfalt aller Familien der Hornmilben auf. Die Familie ist monophyletisch und die internen Verwandtschaftsbeziehungen der Gattungen und Arten sind verhältnismäßig gut erforscht.

## Merkmale
Die Entwicklung der Körperform bei den Lohmanniiden scheint eng mit der Mineralisation der Cuticula in Verbindung zu stehen. Bei Hypochthonius rufulus sind die epicuticulären Kammern mit Calcium-Phosphat in lokalisierten Patches gefüllt, welche über den Ansatzpunkten großer Muskelgruppen liegen, was darauf hinweist das damit die Unnachgiebigkeit dieser beanspruchten Punkte erhöht wird.
Die mineralisierten Kammern bilden schmale transversale Bänder – manchmal verwechselt mit Körpersegmenten – welche möglicherweise mit Unterstützung des gewölbten Notogaster helfen diese „Stresspunkte“ zu verstärken. Das Opisthonotum besteht aus einem einzelnen Notogaster, der nicht transversal unterteilt, allerdings normalerweise gut sklerotisiert ist. Wenn transversale Furchen in der sklerotisierten Cuticula auftreten, so sind dies mehr als drei, welche normalerweise medial nicht abgeschlossen sind.
Die Körperform wird charakterisiert durch eine flache ventrale Oberfläche, welche dorsal stark gewölbt ist. Das Prodorsum, die dorsale Region des Prosoma, ist posterior gleich breit wie der Notogaster. Die anteriore Begrenzung des Notogaster unterscheidet sich durch ein großes, dünnes Tectum, welches die posteriore Region des Prodorsums überlappt. Die preanale Platte ist deutlich sichtbar. Das Subcapitulum ist stenarthisch mit einigen großen, modifizierten adoralen Setae, die am Ursprung am dicksten sind und dünner werden. Der Schenkel von zumindest Beinpaar I–II weist ventrale Kiele auf.
Die Cheliceren können von unterschiedlicher Form sein, sind aber als Apodem basal in den Körper eingefaltet.

## Verbreitung
Vereinzelte Arten der Lohmanniiden bewohnen die warmen bis gemäßigten Klimazonen, die meisten sind aber in den Tropen zu finden.

## Lebensweise
Dort, wo Lohmanniidae in großer Zahl vorkommen, stellt sich heraus, dass sie ökologisch wichtige Destruenten von Rückständen höherer Pflanzen sind, und die einzigen Euarthronitiden, die dieses Fressverhalten zeigen. Die Milben der Gattungen Meristacarus, Torpacarus und Heptacarus bauen Tunnel in Holz, die von einzelnen Individuen bewohnt werden oder als gemeinsame Fressstellen dienen, die sowohl von jungen als auch adulten Tieren genutzt wird. Ein paar Arten wurden dabei beobachtet, wie sie sich in Pflanzenwurzeln gegraben haben. Adulte Tiere der Gattungen Annectacarus, Javacarus, Lohmannia, Meristacarus, Mixacarus und Paulianacarus haben viele sekretorische Poren über die gesamte Körperoberfläche verteilt. Bei einer untersuchten Art, hatten diese Kontrolle über das Nervensystem, aber die tatsächliche Rolle, die sie spielen, ist noch ungeklärt. Die Milben der Lohmanniiden sind durch ein vorderes notogastrales Tectum, das sich dorsal über die sejugalen Furchen erstreckt, vor Fressfeinden gut geschützt. Außerdem dienen ventrolaterale Pedofossae, in welche die Beine eingezogen werden wenn die Milbe gestört wird, zusätzlich zum Schutz.

## Gattungen und Arten
- Annectacarus Grandjean, 1950 (17 spp.)
- Cryptacarus Grandjean, 1950 (7 spp.)
- Dendracarus Balogh, 1961 (1 sp.)
- Haplacarus Wallwork, 1962 (11 spp. und 1 ssp.)
- Heptacarus Piffl, 1963 (10 spp.)

(=Neotrichacarus Hammer, 1973)
(=Pseudocryptacarus McDaniel, Norton und Bolen, 1979)
- Javacarus Balogh, 1961 (10 spp.)

(=Tongacarus Hammer, 1973)
- J. (Euryacarus) Woolley, 1966 (2 spp.)
- Lepidacarus Csiszár, 1961 (2 spp. und 1 spp.)
- Lohmannia Michael, 1898 (27 spp. und 1 ssp.)

(=Michaelia Haller, 1884)
- - Lohmannia vulcania
- L. (Carolohmannia) Norton, Metz und Sharma, 1978 (1 sp.)
- Meristacarus Grandjean, 1934 (27 spp. und 1 ssp.)

(=Javalohmannia Hammer, 1979)
- Meristolohmannia Balogh und Mahunka, 1966 (3 spp.)
- Mixacarus Balogh, 1958 (22 spp. und 1 ssp.)

(=Hamacarus Hammer, 1977)
- M. (Phyllolohmannia) J. und P. Balogh, 1987 (6 spp.)
- Nesiacarus Csiszár, 1961 (6 spp.)
- Ozacarus Colloff und Halliday, 1998 (2 spp.)

(=Austracarus J. und P. Balogh, 1983 nom. praeoc.)
- Papillacarus Kunst, 1959 (30 spp.)

(=Vepracarus Aoki, 1965)
- Paulianacarus Balogh, 1961 (12 spp.)
- P. (Millotacarus) Balogh, 1961 (3 spp.)
- Reptacarus Pérez-Íñigo und Peña, 1995 (1 sp.)
- Strinatacarus Mahunka, 1977 (1 sp.)
- Thamnacarus Grandjean, 1950 (5 spp.)

(=Asiacarus Krivolutsky, 1971)
- Torpacarus Grandjean, 1950 (14 spp. und 2 sspp.)
- Ululohmannia Mahunka, 1987 (1 sp.)

(=Austracarus Mahunka, 1984)
- Xenolohmannia Balogh und Mahunka, 1969 (3 spp.)